# Chong cha
Chong Cha (虫茶) también llamado té gusano[cita requerida] es un té especial que se obtiene de los excrementos de las orugas Aglossa dimidiata y la Hydrillodes Morosa.
- La oruga Aglossa dimidiataun insecto lepidóptero que se alimenta de las hojas de Malus sieboldii, (una planta, también llamada Malus toringo, Rosaceae)
- La oruga Aglossa dimidiata Hydrillodes Morosa (una larva de polilla noctuido que come principalmente las hojas de Platycarya stobilacea).

El té chong cha de color negro y fuerte fragancia, procedente de las zonas montañosas de Guangxi, Funan y Guixhou por las nacionalidades Zhuan, Tong y Miao. Es consumido como bebida diaria desde hace siglos, es refrescante y de alto valor nutritivo superando a muchos otros tes.
Es un té muy valorado por su procesado completamente natural, comparable a la unión del néctar con el polen para producir miel las abejas. Medicinalmente le son atribuidas varias virtudes, entre ellas: 
- Indicado en síntomas del golpe de calor
- contrarresta  diversos venenos
- es digestivo
- alivia los casos de hemorroides, diarrea, hemorragia nasal y sangrado
- estudios más recientes indican su empleo en colitis ulcerosa

La evaluación toxicológica del Chong cha indica un resultado favorable, tanto en ensayos de toxicidad aguda como en ensayos de toxicidad acumulativa, quedando incluida en la lista de alimentos de seguridad en China.